# Everyday (Méndez-låt)

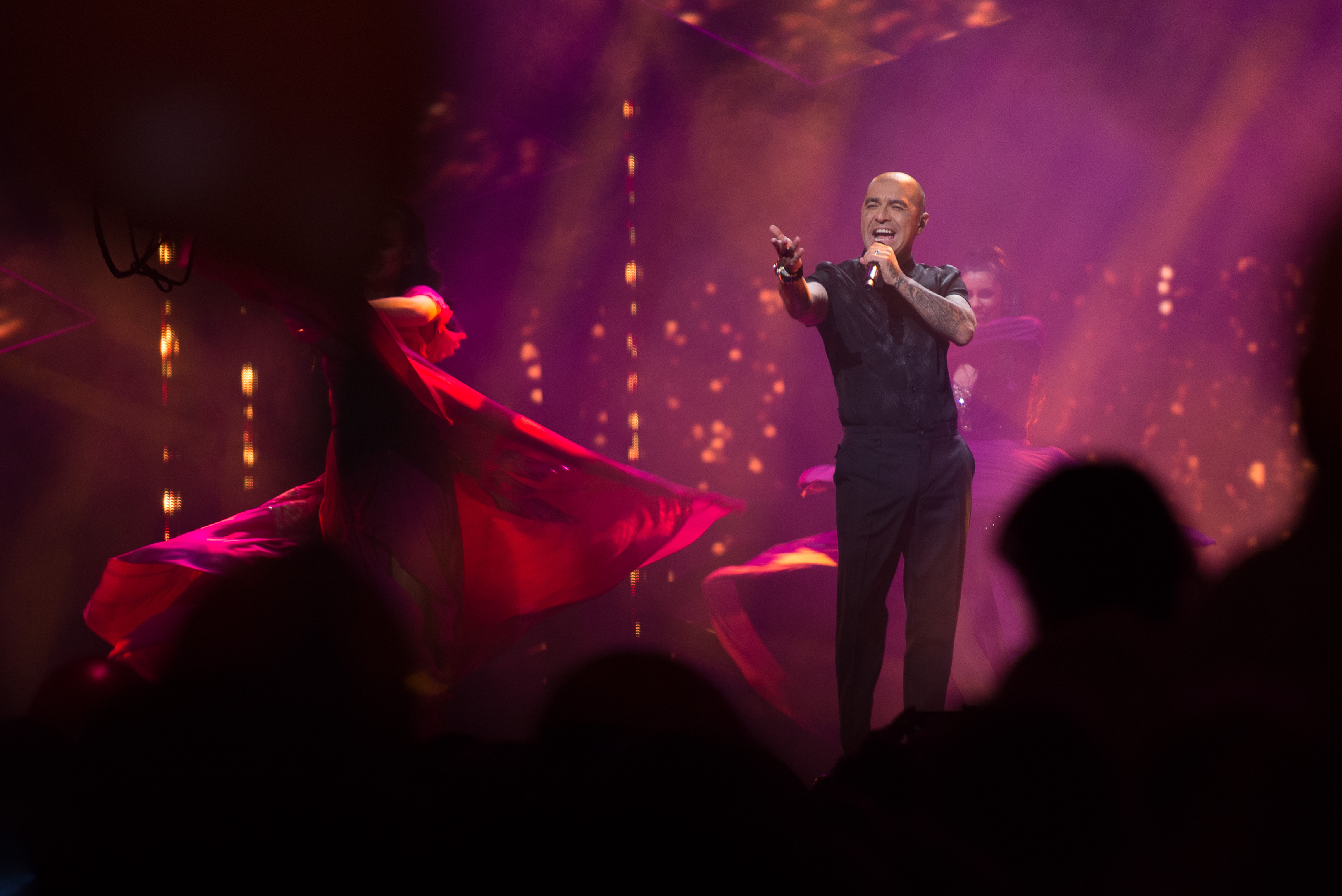
Mendez framför Everyday i Melodifestivalen 2018.

Everyday är en  musiksingel från 2018 med sångaren Méndez. Framfördes i Melodifestivalen 2018 i där den tog sig till final genom Andra Chansen. I finalen hamnade den på tolfte plats.
På Sverigetopplistan placerade låten sig på femte plats och under sin andra vecka på listan tog den sig till fjärde plats.

## Listplaceringar
| Lista             | Placering |
| ----------------- | --------- |
| Sverigetopplistan | 4         |

Låten gick in på Svensktoppen 11 mars 2018.